# فيكتور لانج
فيكتور لانج (بالألمانية: Victor Lange)‏ هو باحثة في الدراسات الألمانية أمريكي وألماني، ولد في 13 يوليو 1908 في ماركرانشتيت في ألمانيا، وتوفي في 29 يونيو 1996 في برينستون في الولايات المتحدة.